# 蕉溪站
蕉溪站，位于中华人民共和国贵州省黔东南苗族侗族自治州镇远县蕉溪镇，是沪昆铁路上的火车站，建于1974年，由成都铁路局管辖。车站目前每日有5639一趟慢车停靠，不办理货运业务。
蕉溪站作为湘黔铁路贵州段工程的一部分于1970年开工。在建设期间车站及周边线路有㵲阳河左、右岸两个施工方案，由于右岸方案因占农田面积少、桥工省等特点而被采用。1973年车站开始临时运营，1975年正式交付运营。当时站内设有3条股道，位于曲线半径800米的弯道上:107,110。株六复线建设期间站内新增1条到发线，同时新建新蕉溪隧道。